# Bulgaria (Schiff, 1955)
Die Bulgaria (russisch Булгария, dt. Transkription: Bulgarija) ist ein Fahrgastschiff, das am 10. Juli 2011 auf der Wolga gesunken ist. Nach letzten Informationen starben dabei 122 Menschen. Damit handelt es sich um das größte Schiffsunglück in Russland seit dem Untergang der Admiral Nachimow 25 Jahre zuvor.

## Beschreibung
Das Flusskreuzfahrtschiff mit zwei Passagierdecks wurde 1955 als Ukraina bei der slowakischen Werft Narodny Podnik Škoda in Komárno (heute Slovenské Lodenice Komárno, damals Bestandteil des Škoda-Konzerns) für die Reederei „Kamskoje Retschnoje Parochodstwo“ (Kama-Flussreederei) in  Perm gebaut. Sie gehörte zu einer 1952 bis 1958 hergestellten Baureihe von 36 Schiffen des Typs der Rossiya-Klasse, welcher auch als „Projekt 785“ oder „OL800“ (slowakisch: osobna lod 800 – deutsch: Passagierschiff 800 PS) bekannt war. Die Bulgaria verfügte über einen dieselelektrischen Antrieb mit zwei Hauptmotoren. Seit 2009 lief das Schiff unter dem Namen Bulgaria (der Name bezieht sich auf das Reich der Wolgabulgaren) und wurde vom Reiseanbieter „Agroretschtur“ im Passagierdienst auf der Wolga und dem Kuibyschewer Stausee eingesetzt.

## Untergang

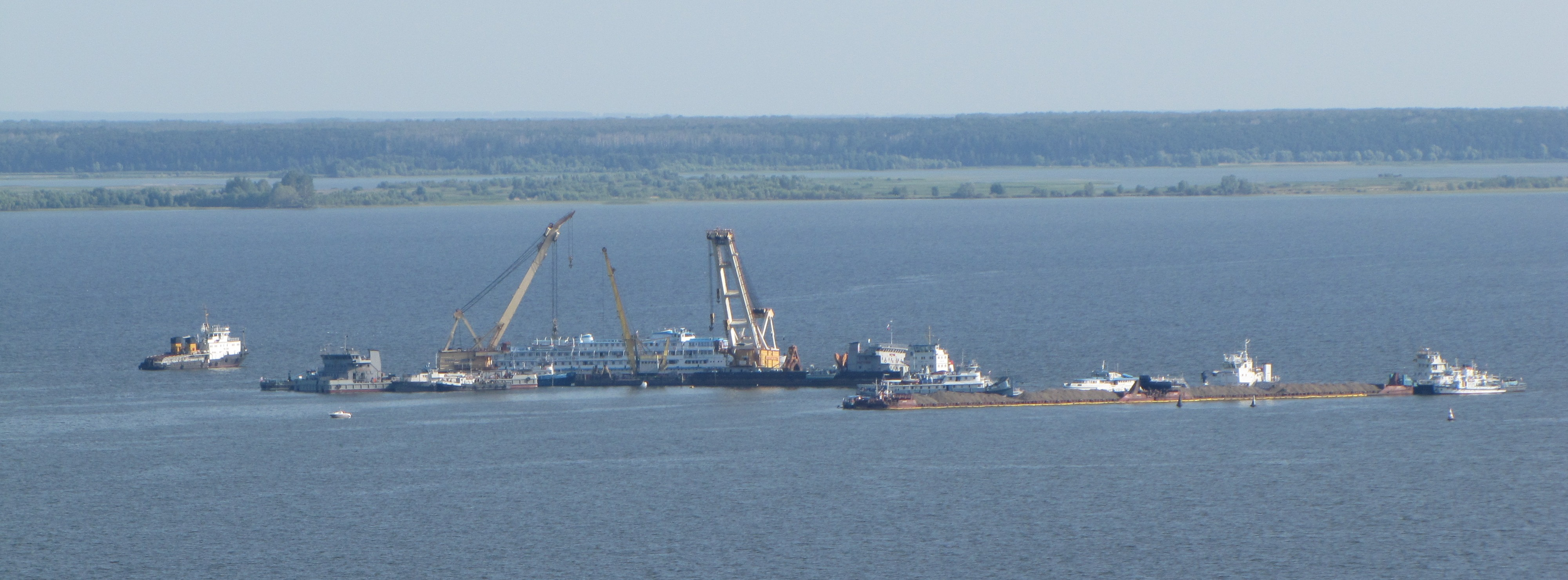
Bergungsarbeiten auf der Wolga

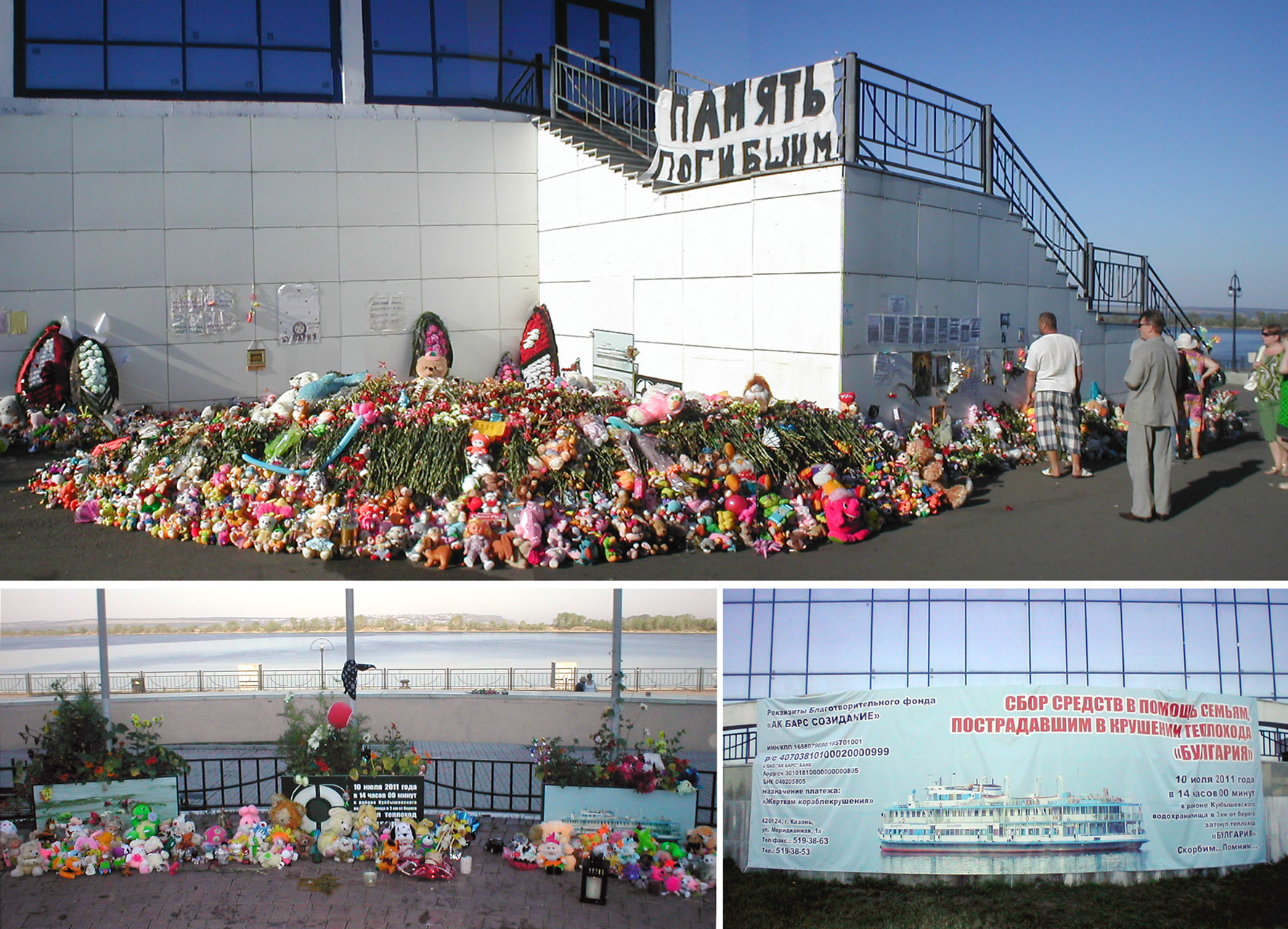
Gedenkstätte für die Opfer des Untergangs in Kasan

Am 10. Juli 2011 befand sich die Bulgaria auf einer Ausflugsfahrt von Bolgar (ehemalige Hauptstadt der Wolgabulgaren) über den Kuibyschewer Stausee nach Kasan. Das Wetter war am Reisetag verhältnismäßig schlecht bis stürmisch. Abweichenden Schätzungen zufolge waren bei der Abfahrt zwischen 185 und 208 Fahrgäste an Bord des Schiffes, später wurde überwiegend von 208 Fahrgästen berichtet, zugelassen war die Bulgaria jedoch für höchstens 120 bis 140 Personen. Trotz des Sturms herrschte Hitze, weswegen viele Passagiere ihre Kabinenfenster geöffnet hatten. So soll das aufgewühlte Wasser der Wolga großenteils ungehindert in das Schiffsinnere gedrungen sein.
Laut ersten Ermittlungen lief das Schiff, das erst am 15. Juni einer technischen Überprüfung unterzogen worden war, mit einer leichten Steuerbord-Schlagseite und einem nicht funktionierenden Backbord-Hauptmotor aus. Statt der aus Stabilitätsgründen vorgeschriebenen 40 Tonnen Kraftstoff waren aus wirtschaftlichen Gründen nach Aussagen der Mannschaft lediglich zwei bis drei Tonnen an Bord. Gerettete Matrosen sagten nach Angaben der russischen Tageszeitung Komsomolskaja Prawda, das Schiff sei in der Werft nur unvollständig repariert und Dieseltreibstoff mit Wasser gestreckt worden, so dass der Elektrogenerator ausgefallen sei. Außerdem soll nur einer der beiden Schiffsmotoren funktioniert haben, obwohl das Schiff erst im Juni durch das russische Flussschifffahrtsregister überprüft wurde. Ferner seien viel zu wenig Rettungswesten und statt fünf nur ein Notfunkgerät an Bord gewesen.
Die Bulgaria sank gegen 14:00 Uhr Ortszeit in der Nähe der Ortschaft Sjukejewo der Teilrepublik Tatarstan innerhalb weniger Minuten aus ungeklärten Gründen auf den Grund der an dieser Stelle etwa 20 Meter tiefen Wolga. Der Kapitän, Alexander Ostrowski, blieb bis zuletzt auf der Brücke, versuchte das Schiff vor dem Untergang zu bewahren und ging mit dem Schiff unter. Seine Leiche und die seiner Schwester, die in die Kabine ging, wurden vom Rettungsdienst geborgen. Ein vorbeifahrendes kleines Schiff konnte zwei Personen an Bord nehmen, das ebenfalls nahe Kreuzfahrtschiff Arabella konnte weitere 77 Personen retten. Überwiegend wird von „rund 80 geretteten Personen“ berichtet. Bis zum Abend des Tages wurden Boote zur Unglücksstelle beordert, die aber zu spät vor Ort waren, um noch weitere Menschen zu retten. Das Ministerium für Zivilschutz sandte ein Rettungsflugzeug mit Sondereinsatzkräften, und noch in der Nacht begannen Taucher, im Schiffswrack nach Opfern zu suchen. Bis zum 13. Juli wurden 100 Leichen geborgen, eine Woche darauf hatte sich die Zahl der geborgenen Opfer auf 114 erhöht. Das Wrack der Bulgaria wurde vom 17. bis 24. Juli gehoben. Bei den Bergungsarbeiten wurden weitere drei Tote im Schiffswrack entdeckt, die Gesamtzahl der Todesopfer beträgt 122 Menschen.